# Marianna Madia
Marianna Madia (nascida Maria Anna, Roma, 5 de setembro de 1980) é uma política itáliana, deputada e ministra da Simplificação e da Administração pública desde 21 de fevereiro de 2014. Ela faz parte do Governo de Matteo Renzi.

## Biografia
Nascida em Roma em 1980, o pai dela é o ator e jornalista Stefano Madia. Estuda no Liceu Chateaubriand de Roma, onde diploma-se com mention bien.
Em seguida, ela forma-se em Ciências Políticas e trabalha na Agenzia di Ricerche e Legislazione (AREL), fundada por Nino Andreatta.
Namorou com Giulio Napolitano, filho do Presidente da República Giorgio Napolitano..
Deputada do Partido Democrático em 2008-2013, foi re-eleita em 2014.
Desde 2013 é casada com o produtor Mario Gianani, e têm dois filhos: Francesco e Margherita, nascida em 8 de abril de 2014.

## Outras imagens

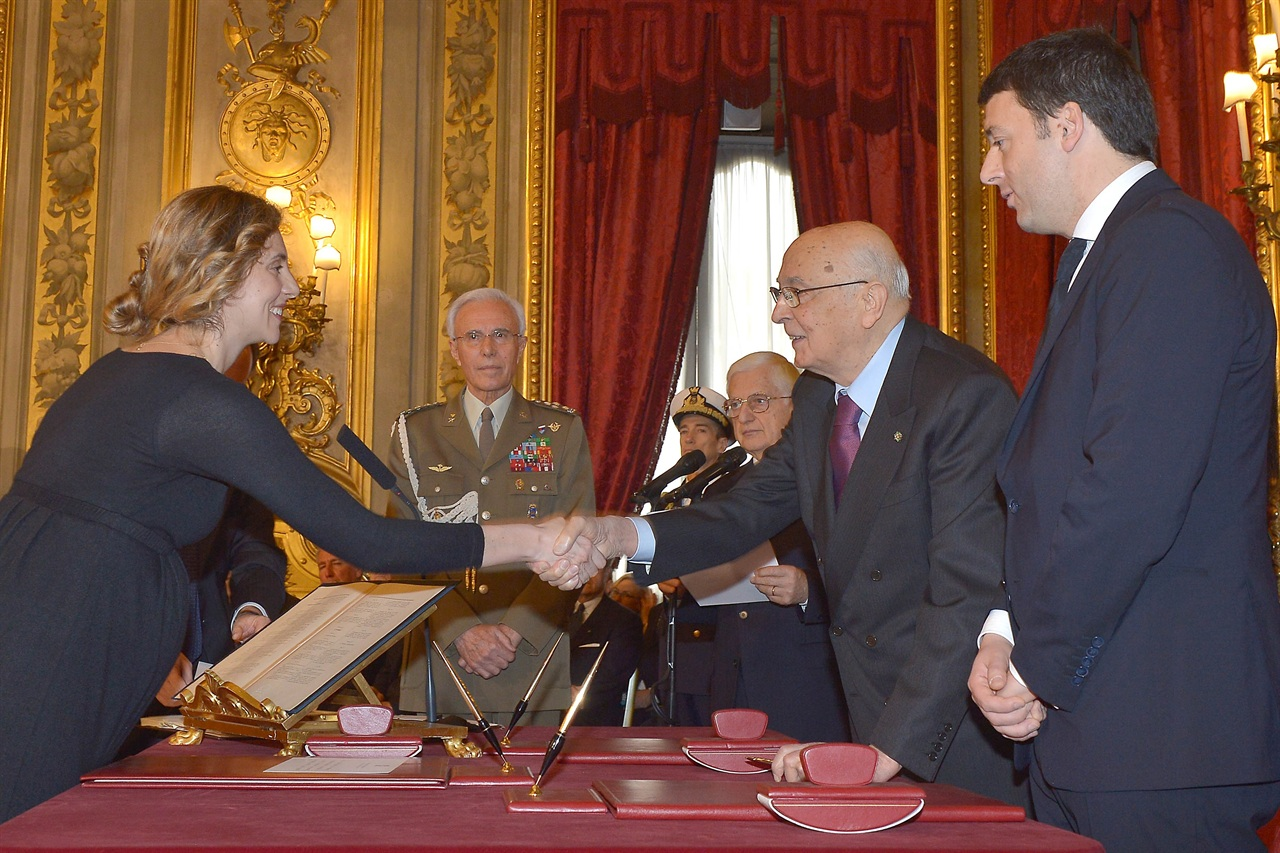
Marianna Madia, no dia em que jurou como ministra, recebe as felicitações do presidente Giorgio Napolitano